# George Cockburn

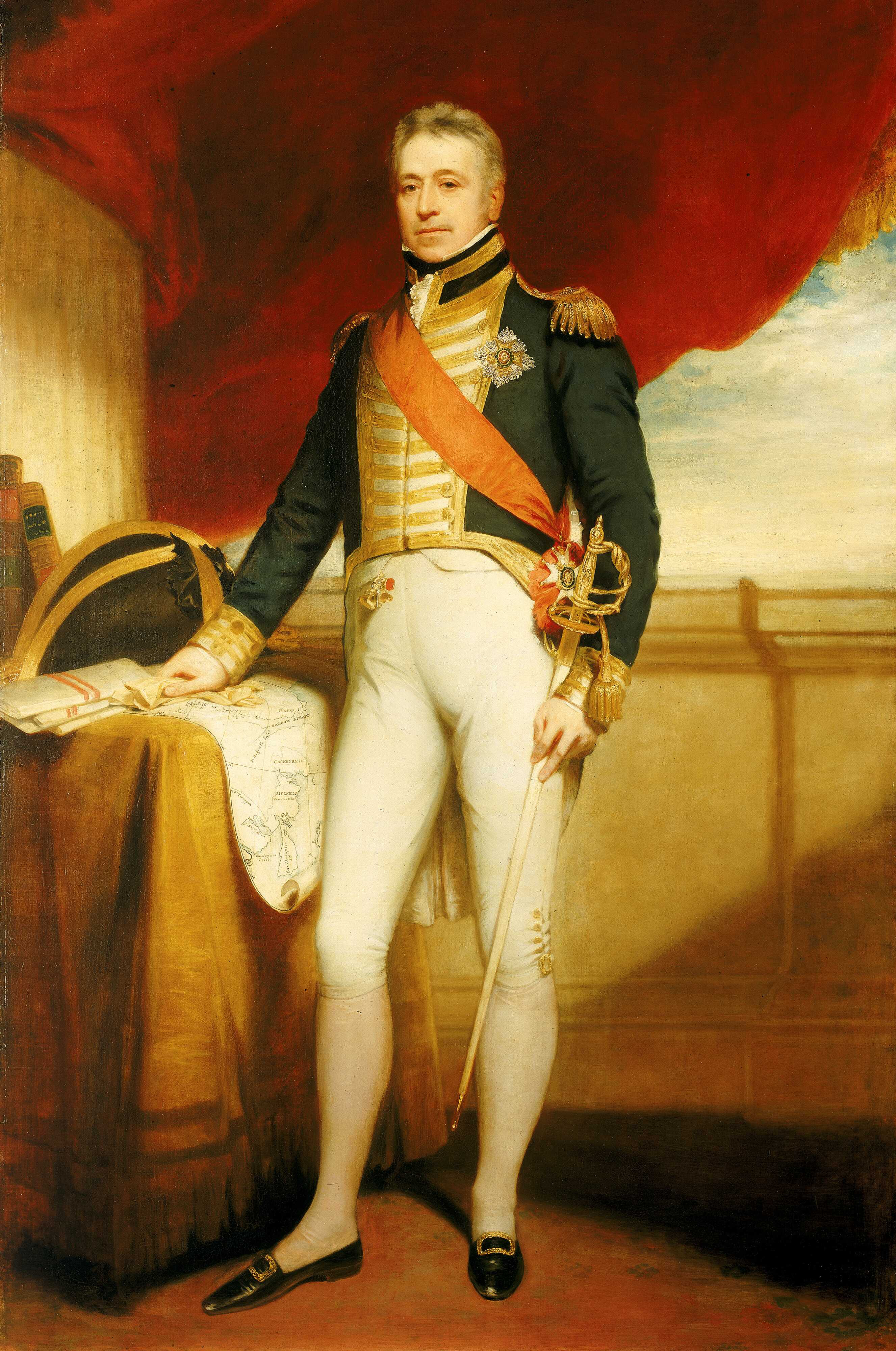
George Cockburn, 1820

Sir George Cockburn, 10. Baronet GCB (* 22. April 1772 in London; † 19. August 1853 in Leamington Spa) war ein britischer Marineoffizier, der in den Koalitionskriegen gegen Frankreich und im britisch-amerikanischen Krieg von 1812 diente und zum Flottenadmiral und Ersten Seelord der Admiralität aufstieg.

## Leben
Er war der zweite Sohn des Sir James Cockburn, 8. Baronet, Gutsherr von Langton in Berwickshire und Petersham in Surrey, aus dessen zweiter Ehe mit Augusta Anne Ayscough. Er trat als Neunjähriger in die Royal Navy ein. 1791 wurde er zum Midshipman, 1793 zum Lieutenant und am 20. Februar 1794 wurde er zum Captain befördert. 1795 kommandierte er unter Vice-Admiral William Hotham in einem erfolgreichen Seegefecht mit einem französischen Verband bei Genua (14. März) und in einem weiteren ergebnislosen Kampf vor Hyères (12. Mai) die Fregatte HMS Meleager (32 Kanonen). 1796 gehörte er mit seinem Schiff zu einem von Commodore Nelson geführten Verband, der Genua blockierte und am 25. April und am 31. Mai erfolgreiche Angriffe auf an der Küste unter dem Schutz von Geschützbatterien liegende Schiffe eines französischen Konvois führte. Nelson schätzte Cockburn, und durch dessen Fürsprache erhielt dieser ein größeres Schiff, die kurz zuvor von den Franzosen genommene Fregatte HMS Minerve (38 Kanonen).
Cockburn war mit seinem Schiff an der Evakuierung der britischen Besatzung Korsikas beteiligt; mit Kommodore Nelson an Bord stieß die HMS Minerve am 19. Dezember 1796 auf die spanische Fregatte Sabina (40 Kanonen). Diese strich zwar nach einem mehrstündigen Gefecht vor den Briten die Flagge, doch musste das eroberte Schiff zurückgelassen werden, als sich ein überlegener spanischer Verband näherte. Hierbei gerieten zwei Leutnants (darunter Thomas Masterman Hardy, der spätere Kapitän der Victory in der Schlacht von Trafalgar 1805) und 40 Besatzungsmitglieder der Minerve kurzzeitig in spanische Gefangenschaft, aus der sie im Austausch gegen den Kapitän der Sabina wieder freikamen.
Nach einem Zwischenstopp in Gibraltar stießen Cockburn und Nelson auf einen Teil der spanischen Flotte, segelten bei dichtem Nebel durch sie hindurch und konnten Admiral John Jervis von deren Auslaufen informieren. Jervis gelang es daraufhin am 14. Februar 1797, die spanische Flotte zum Kampf zu stellen und in der Seeschlacht bei Kap St. Vincent zu schlagen. Während Nelson auf der HMS Captain eine entscheidende Rolle in der Schlacht spielte, waren Cockburn und die HMS Minerve nur Zuschauer, da das Schiff zu klein war, um dem Feuer der schweren Linienschiffsgeschütze ausgesetzt zu werden. Beteiligt war sie hingegen an der vergeblichen Jagd auf das angeschlagene spanische Flaggschiff Santísima Trinidad (130 Kanonen).
Am 29. Mai gelang es Cockburn mit einem Bootsangriff von Teilen seiner Besatzung und derjenigen der ihn begleitenden HMS Lively (32 Kanonen), den französischen Freibeuter Mutine (14 Kanonen) im Hafen von Santa Cruz de Tenerife (Teneriffa) trotz schweren Abwehrfeuers zu überwältigen und herauszuschleppen, wobei sich Cockburns erster Leutnant Thomas Masterman Hardy besonders auszeichnete. Im Zusammenhang mit einem Versuch, die französischen Truppen in Ägypten zu verstärken, erzwang Cockburn mit seinem Schiff am 2. September 1801 bei Livorno die Kapitulation der französischen Fregatte Succès (32 Kanonen, die kurz zuvor verloren gegangene HMS Success) und jagte zusammen mit HMS Phoenix und HMS Pomone die Bravoure (40 Kanonen) auf Grund.
1809 war Cockburn als Kommandant der HMS Pompée (74 Kanonen) unter Rear-Admiral Alexander Cochrane an der Eroberung von Martinique beteiligt, wo er ein Landkommando der Royal Navy führte, das am 4. Februar die befestigte Insel Ilot aux Ramiers einnahm, eine Schlüsselstellung der französischen Verteidigungslinien. Für diesen Einsatz erhielt er eine offizielle Danksagung des britischen Unterhauses. Bei den Marineoperationen im Zusammenhang mit der unglücklichen Walcheren-Expedition im Sommer 1809 führte er das Linienschiff HMS Belleisle (74 Kanonen). 1811 wurde er zu einer (erfolglosen) Mission nach Amerika geschickt, um eine Aussöhnung zwischen Spanien und seinen rebellierenden Kolonien zu erreichen.
Am 12. August 1812 erhielt er die Beförderung zum Rear-Admiral und das Kommando über eine Schwadron der Royal Navy in spanischen Gewässern, wurde aber in diesem Jahr nach Nordamerika geschickt. Unter dem Oberbefehl von Vice-Admiral Sir John Borlase Warren und (ab März 1814) Sir Alexander Cochrane spielte er dort eine aktive Rolle beim Krieg von 1812 gegen die USA.
Cockburn kreuzte mit seinen Schiffen vor der amerikanischen Küste, nahm amerikanische Handelsschiffe und Freibeuter, setzte die von Großbritannien verhängte Blockade gegen die US-Küste durch und führte eine Reihe äußerst destruktiver Angriffe auf Häfen und Küstenorte in Virginia, Maryland, Delaware und Georgia durch. Diese Angriffe machten ihn in den USA sehr verhasst und zu einem bevorzugten Objekt von Schmähungen der Presse. Ob amerikanische Behauptungen, er habe gewaltsame Übergriffe seiner Seeleute auf Zivilisten geduldet, mehr sind als Kriegspropaganda, dürfte eher fraglich sein. Der bedeutendste dieser sog. „raids“ richtete sich gegen die amerikanische Hauptstadt Washington, bei dem er die gelandeten Truppen unter Robert Ross begleitete, diesen trotz gegenteiliger Befehle Cochranes zum Weitermarschieren ermutigte und nach dem britischen Sieg in der Schlacht bei Bladensburg am 24. August 1814 eine aktive Rolle bei der Zerstörung der Regierungsgebäude Washingtons (u. a. des Weißen Hauses, des Senats und des Repräsentantenhauses) spielte.
Vor allem deshalb genießt Cockburn bis heute in den USA einen schlechten Ruf, wobei aber ignoriert wird, dass Ross und Cockburn mit den Zerstörungen lediglich einen Befehl des kanadischen Generalgouverneurs Sir George Prevost ausführten. Der folgende Angriff auf Baltimore, bei dem Cockburn mit seinem Verband eine Schlüsselrolle spielte, scheiterte allerdings, da sich die Verteidigungsanlagen der Stadt (Fort McHenry) als zu stark und die Verteidiger als kampfbereit erwiesen. Mit dem Bombardement von Fort McHenry durch seinen Verband lieferte Cockburn dem Dichter Francis Scott Key die Inspiration zu dem Gedicht The Defense of Fort McHenry, das unter dem Titel The Star-Spangled Banner der Text der Nationalhymne der USA wurde.
Anfang 1815 wurde Cockburn als Knight Commander des Bathordens (KCB) geadelt und nach seiner Rückkehr nach Europa den Auftrag, Napoléon Bonaparte mit dem Linienschiff HMS Northumberland an seinen Haftort auf St. Helena zu bringen und für einige Monate als Gouverneur dieser Insel zu amtieren. 1818 zeichnete man ihn als Knight Grand Cross des Bathorden (GCB) aus. Am 12. August 1819 erhielt Cockburn den Rang eines Vice-Admiral, am 10. Januar 1837 den eines Admirals, wurde Admiral of the Fleet (1. Juli 1851) und diente mehrere Jahre als Ersten Seelord der Admiralität (1828–1830, 1834–1835 und 1841–1846).
Cockburn gilt als eine der einflussreichsten Persönlichkeiten in der Royal Navy zwischen 1815 und 1850. Politisch stand er auf Seiten der Tories, für die er mehrfach in das Unterhaus gewählt wurde. Obwohl ihn seine politischen Gegner aus den Reihen der Whigs als Reaktionär angriffen, war er nach Auffassung seines Biografen Roger Moriss trotz seiner politischen Präferenzen eher ein Liberaler, was auch an den von ihm maßgeblich bewirkten Weichenstellungen abzulesen ist. Er war eine treibende Kraft bei der Entwicklung seetauglicherer und mit Dampfmaschinen und Propellern ausgestatteter Schiffe. Darüber hinaus ging seine Amtszeit einher mit dem Ende der Auspeitschungen, der Zwangsrekrutierungen und der persönlichen Patronage in der Verwaltung der Royal Navy. Beim Tod seines älteren Bruders am 26. Februar 1852 erbte er den 1627 in der Baronetage of Nova Scotia geschaffenen Adelstitel 10. Baronet, of Langton in the County of Berwick. Als Cockburn selbst 1853 starb, hinterließ eine Tochter. Sein Adelstitel fiel an seinen jüngeren Bruder William.
Die Cockburn-Insel an der Spitze der Antarktischen Halbinsel, Kap Cockburn sowie der Cockburn River in Australien sind nach Sir George Cockburn benannt.